# Macrogomphus matsukii
Macrogomphus matsukii – gatunek ważki z rodziny gadziogłówkowatych (Gomphidae). Stwierdzony w północnej i środkowej Tajlandii oraz południowym Laosie. Ważność tego gatunku bywa kwestionowana. Możliwe, że jego holotyp to w rzeczywistości nietypowy samiec Macrogomphus albardae.